# 崇儒畲族乡
崇儒畲族乡是中华人民共和国福建省宁德市霞浦县下辖的一个民族乡。

## 行政区划
崇儒畲族乡下辖以下村级行政区划单位：
溪边村、路口村、半路张村、洋尾兰村、溪坪村、新村、崇儒村、霞坪村、坪园村、丘山村、上水村、郑洋村、保安村、石亭村、笕下村、亭头村、岚下村、汴洋村、濂溪村、东杞洋村、左岭村、樟桥村、溪西村、东坡村、岙里村、长坑村和洋沙溪村。

## 中国传统村落
2013年8月，上水村被评为第二批中国传统村落。